# Rio Milcov
O Rio Milcov é um afluente do Rio Putna, localizado no leste da Roménia. A cidade de Focşani ficava às suas margens, no entanto, devido às inundações, mudou-se o curso para poucos quilômetros ao sul da cidade.
Em 1482, Estêvão, o Grande, declarou o Milcov como a fronteira entre a Valáquia e o Principado da Moldávia. No Século XIX, o rio foi visto por sindicalistas como um símbolo de discórdia entre a Valáquia e a Moldávia. A fronteira do Milcov desapareceu em 1859, quando ambos os estados se uniram para formar o Reino da Romênia.